# Slaŭharadski Rajon
Slaŭharadski Rajon (vitryska: Слаўгарадскі Раён, ryska: Славгородский район) är ett distrikt i Belarus.   Det ligger i voblasten Mahiljoŭs voblast, i den östra delen av landet, 230 km öster om huvudstaden Minsk.